# Jacob Verreyt
Pour les articles homonymes, voir Verreyt.
Jacob Verreyt, né à Anvers, le 16 juin 1807 et mort à Bonn le 17 décembre 1872, est un peintre et un aquarelliste belge établi en Allemagne. Il est connu pour ses paysages, ses marines, ses scènes de genre et ses portraits.
Au Salon de Bruxelles de 1836, il obtient une médaille de bronze. Il marque une prédilection pour les effets de lune.  

## Biographie

### Famille
Jacob (Jacques) Verreyt, né à Anvers le 16 juin 1807, est le fils de Jacques Verreyt (1766), menuisier et charpentier, et de Marie Petri (1773-1856), mariés à Anvers le 13 juin 1804. Il épouse Caroline Ernestine Moll, née à Cologne en 1813 et morte à Bonn en 1894.

### Formation
Jacob Verreyt est l'élève du peintre Nicaise De Keyser.

### Carrière
Pour la première fois, Jacob Verreyt expose au Salon d'Anvers de 1828. Il expose également à Douai en 1831 et en 1833, de même qu'à neuf reprises aux Expositions des maîtres vivants aux Pays-Bas, et à 17 salons triennaux belges. Au Salon de Bruxelles de 1836, il obtient une médaille de bronze, grâce à son Clair de lune, vue prise sur la Nèthe et à La Récolte des foins.
En 1841, Jacob Verreyt s'établit définitivement en Allemagne, où il poursuit sa carrière artistique : d'abord à Cologne, puis, en 1851 à Bonn.
Jacob Verreyt meurt, à l'âge de 65 ans, à Bonn le 17 décembre 1872.

## Œuvre

### Galerie

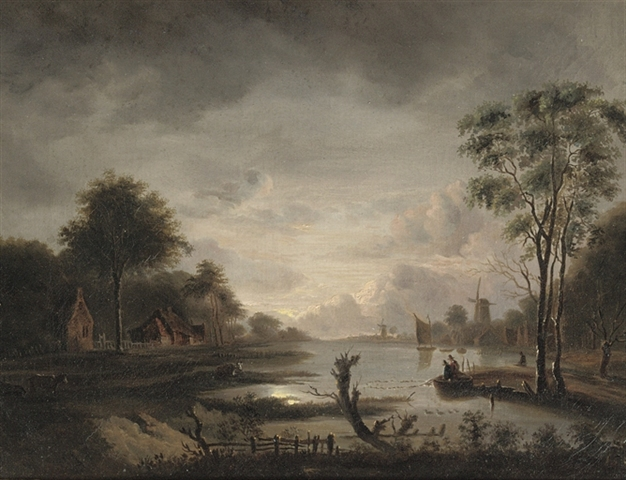
Pêche à la tombée de la nuit.
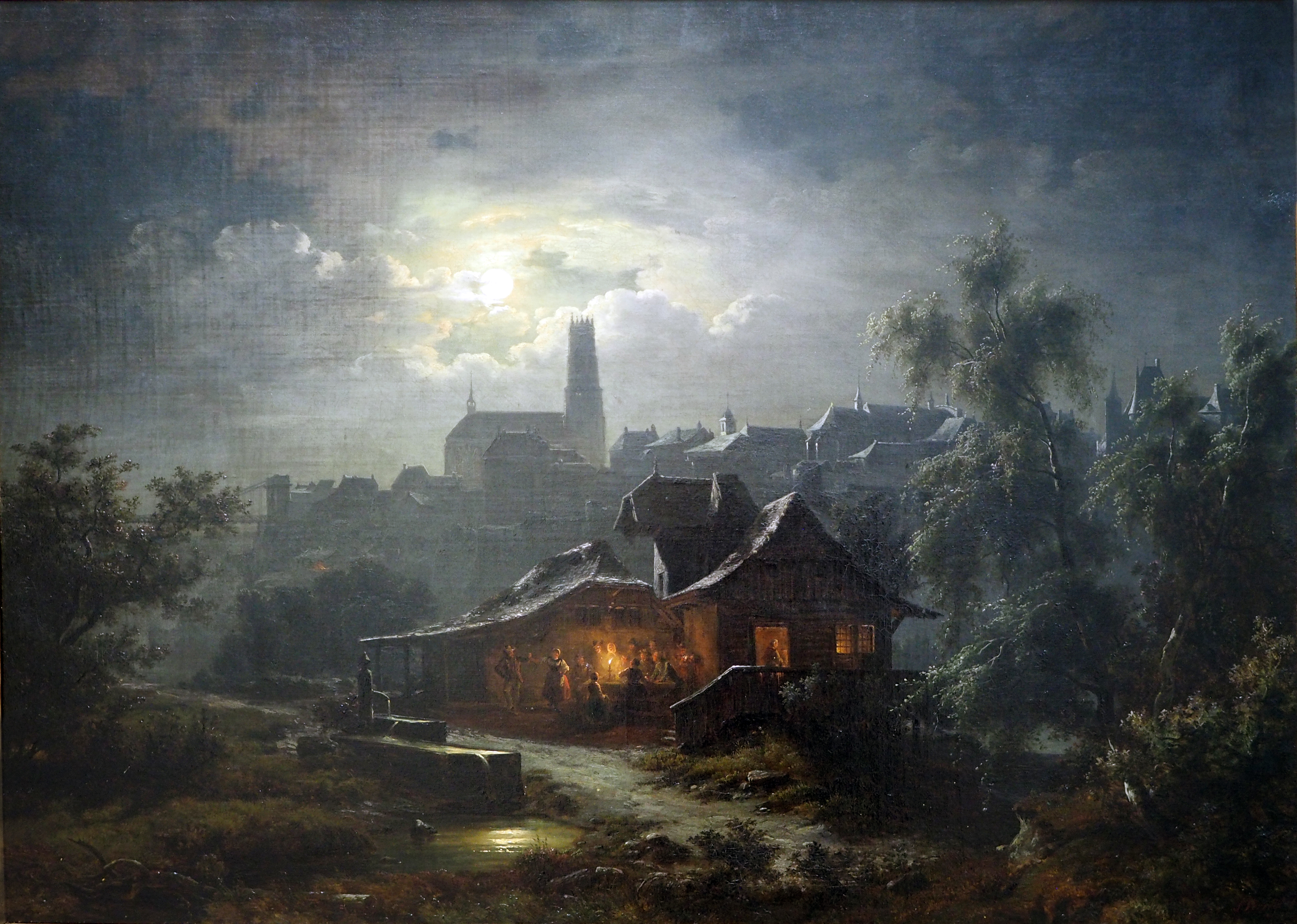
Paysage avec une rivière, Musée d'art et d'histoire de Rostock.
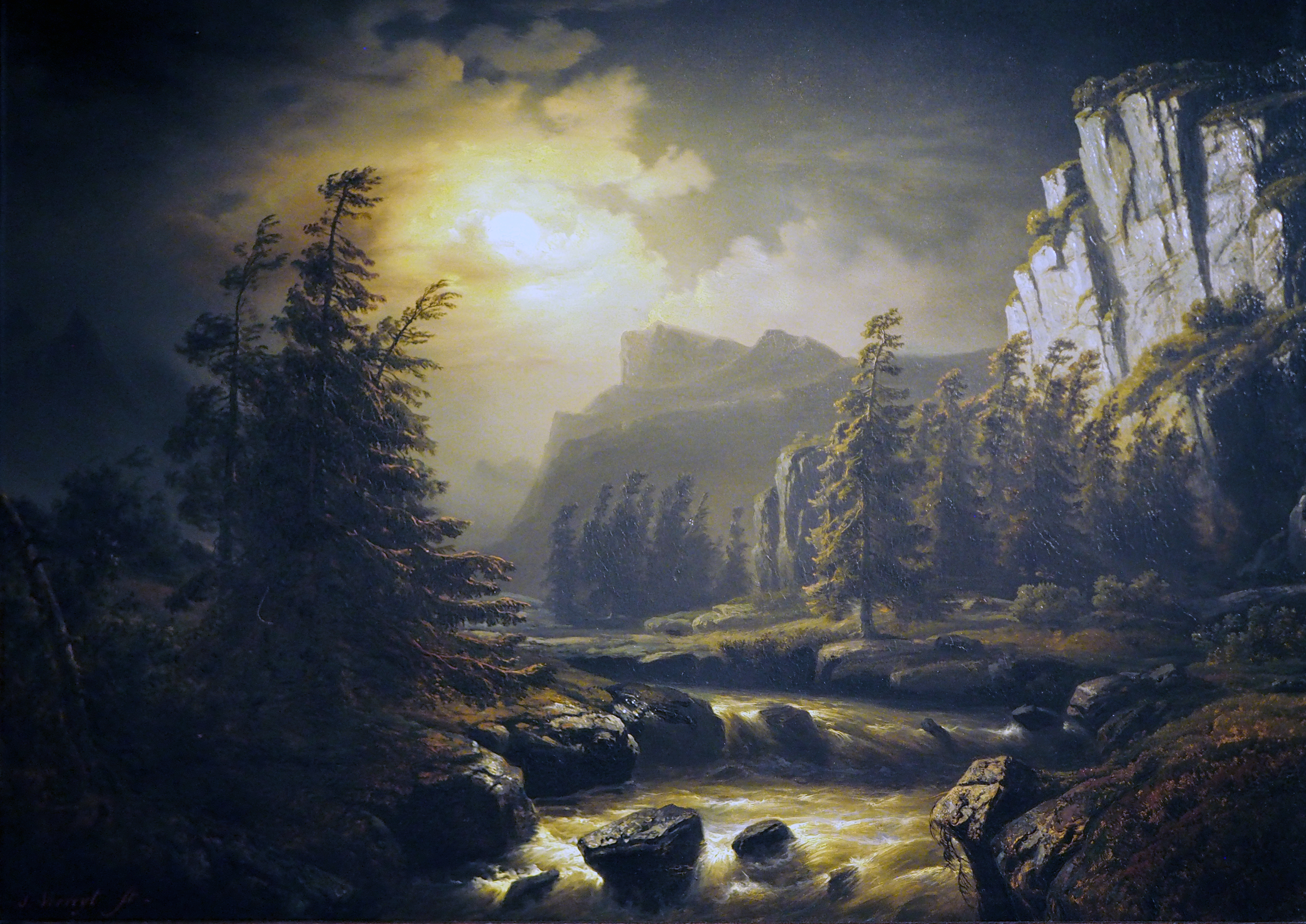
Paysage au clair de lune, Musée d'art et d'histoire de Rostock.
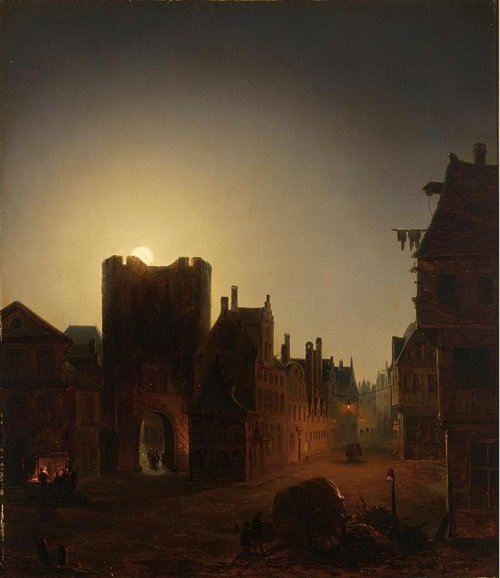
Rue sous un clair de lune.

### Caractéristiques
Son champ pictural couvre essentiellement les paysages, les scènes de genre, les portraits et les marines. Il marque une prédilection pour les effets de clair de lune dans ses paysages et ses marines. Il s'inspire, au début de sa carrière, d'Aernout van der Neer, peintre paysagiste du siècle d'or néerlandais, spécialiste des paysages nocturnes.
L'historien de l'art Louis Alvin estime comme élément le plus remarquable des deux toiles qu'il a exposées au Salon de Bruxelles, les clairs de lune. Clair de lune, vue prise sur la Nèthe est, selon le critique le meilleur tableau présentant ce thème au Salon. La composition est grâcieuse, la couleur excellente, l'effet vrai et piquant. Tous les détails sont extrêmement soignés, le feuillé des arbres de la dernière délicatesse, la variété des nuances bien ménagée, les couleurs sont bien naturellement modifiées par la teinte générale que donne aux objets la lumière de la lune, sans leur ôter tout à fait la leur. Il y a chez l'artiste des réminiscences d'Aernout van der Neer, mais son faire, déjà sûr, promet beaucoup.

### Expositions

#### Belgique
- Salon d'Anvers de 1828 : Portrait d'un jeune homme et Portrait d'une demoiselle[3].
- Salon de Gand (XIV) de 1829 : Paysage avec figures, Vue près d'Anvers et Portrait de l'artiste[6].
- Salon de Bruxelles de 1830 : Une jeune fermière en prière devant une sainte Vierge, Vue prise au bord de La meuse, près d'Engis et Une prairie près de La Meuse avec bestiaux et une figure[7].
- Salon de Gand (XV) de 1832 : Paysage, soleil couchant[8].
- Salon de Bruxelles de 1833 : Soleil couchant, paysage[9].
- Salon d'Anvers de 1834 : Marine, vue des Côtes de Flandre, Marine, une marée montante, Vue de la citadelle d'Anvers, un cadre d'aquarelles et cinq portraits[10].
- Salon de Gand (XVI) de 1835 : Matelot javanais débarqué à Anvers, Vue d'un chantier, Marine et Paysage[11].
- Salon de Bruxelles de 1836 : Intérieur d'un port, marée basse, Paysage, la récolte des foins et Clair de lune (médaille de bronze)[12].
- Salon d'Anvers de 1837 : Clair de lune[13].
- Salon de Gand (XVII) de 1838 : Vue du Rhin à Neuendorff, près de Coblence, clair de lune et Vue des ruines de Holzenfels sur le Rhin, clair de lune[14].
- Salon de Bruxelles de 1839 : Vue du Rhin, Oberwesel sur le Rhin, clair de lune et Un hiver[15].
- Salon d'Anvers de 1840 : Paysage, clair de lune et Paysage, effet de lune au mois d'octobre[16].
- Salon de Bruxelles de 1842 : Clair de lune[17].
- Salon de Bruxelles de 1845 : Vue de ville au clair de lune[18].
- Salon d'Anvers de 1849 : Une mer agitée, clair de lune, sur le premier plan se trouvent des naufragés et Marine, clair de lune[19].
- Salon d'Anvers de 1852 : Vue du Wetterhorn, près de Rosenlani dans le pays de Berne en Suisse, effet de lune[20].
- Salon de Gand (XXIII) de 1856 : Une vue du Lac de Genève prise le matin et Un clair de lune dans une petite vallée des Alpes[21].

#### France
- Salon de Douai de 1831 : Une paysanne en prières avec son enfant[22].
- Salon de Douai de 1833 : Vue de l'intérieur de la citadelle d'Anvers, donnant sur la porte d'entrée, prise immédiatement après la reddition de la forteresse[22].

#### Pays-Bas
- Exposition des maîtres vivants de La Haye en 1841 : Une scène familiale, Paysage urbain au clair de lune et Vue sur le Rhin au clair de lune[2].
- Exposition des maîtres vivants d'Amsterdam en 1842 : Vue du Château d'Elz sur la Moselle, au clair de lune[2].
- Exposition des maîtres vivants de La Haye en 1843 : Vue du château royal de Stolzenfels, sur le Rhin, au clair de lune[2].
- Exposition des maîtres vivants de La Haye en 1845 : Un paysage au clair de lune, représentant un embarquement près d'Anvers[2].
- Exposition des maîtres vivants de La Haye en 1847 : Un clair de lune[2].
- Exposition des maîtres vivants de Rotterdam en 1848 : Le Printemps qui apporte des fleurs[2].
- Exposition des maîtres vivants de La Haye en 1849 : Paysage urbain au clair de lune, Une balade sur l'eau au clair de lune et Vue sur la plage en mer du nord [2].
- Exposition des maîtres vivants de La Haye en 1859 : Le Lac Léman à l'aube et Un clair de lune dans les Alpes[2].

### Collections muséales
Deux paysages de Jacob Verreyt sont conservés au Musée d'art et d'histoire de Rostock.